# جمعية كشافة هونغ كونغ

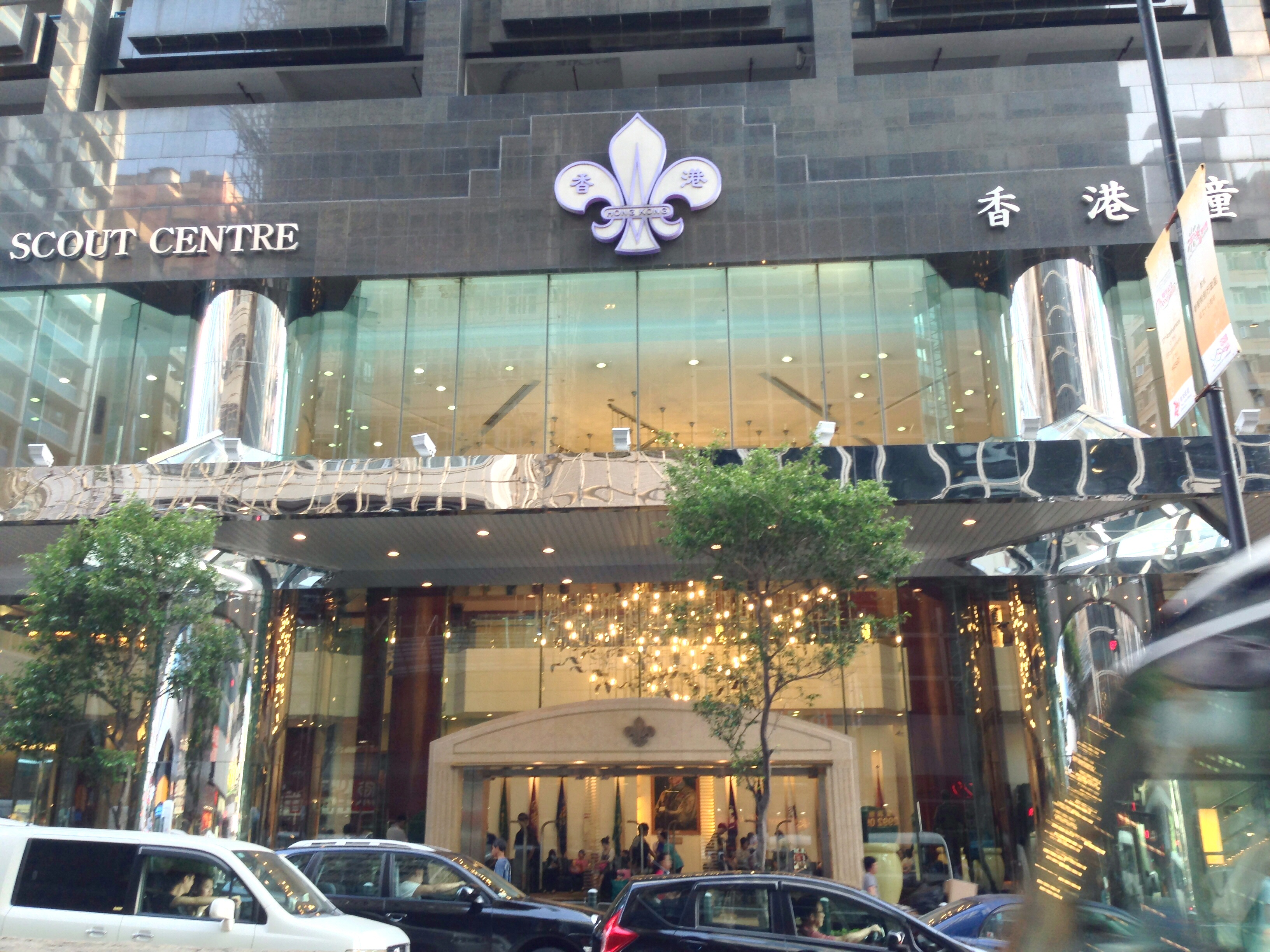

جمعية كشافة هونغ كونغ هي الجمعية الكشفية الوطنية في هونغ كونغ ولقد كانت بدايات الحركة الكشفية في هونغ كونغ بين عامي 1909-1910. في عام 1977 تم تأسيس جمعية كشافة هونغ كونغ رسمياً وقد أصبحت عضو مستقلا في المنظمة العالمية للحركة الكشفية في نفس العام وفي عام 2008 بلغ عدد أعضاء الجمعية حوالي 95,877 عضو . 